# Sesgo de información científica
El sesgo de información científica es la presentación, con intereses privados, de los informes de resultados de la investigación científica, que se publicarán dependiendo de las características y dirección de los resultados obtenidos.El término sesgo de información se utiliza para referirse a la tendencia de las personas a no informar toda la información disponible.
En la investigación empírica, el sesgo de información se refiere a la tendencia a subestimar los resultados experimentales inesperados o no deseados, atribuyendo los resultados a errores de muestreo o de medición, al tiempo que se confía más en los resultados esperados o deseables, aunque estos pueden estar sujetos a las mismas fuentes de error. Con el tiempo, un sesgo de información puede conducir a una situación donde múltiples investigadores pueden descubrir y descartar los mismos resultados, y más tarde otros investigadores justificarán su propio sesgo de información apoyándose en los resultados de estudios previos sesgados. Así, cada caso de sesgo de información probablemente originará en el futuro otros sucesos.
En palabras simples, se trata de buscar sólo información que favorezca la hipótesis inicial, descartando aquella que no la corrobore o la ponga en duda.

## Tipos de sesgos de información científica
- Sesgo en publicación científica: La publicación o no publicación de los resultados de la investigación, se hace en función de la naturaleza y dirección de los resultados obtenidos.

- Sesgo del tiempo en publicar: La publicación rápida o retardada de los resultados de la investigación, en función de la naturaleza y dirección de los resultados.

- Sesgo de publicación múltiple (por duplicado): La publicación única o múltiple (en varios artículos o revistas) de los resultados de la investigación, en función de la naturaleza y dirección de los resultados.

- Sesgo de ubicación: La publicación de resultados de investigación en revistas con la facilidad de acceso diferentes o niveles de indexación en bases de datos estándar, dependiendo de la naturaleza y dirección de los resultados.

- Sesgo de citas: La citación o no citación de los resultados de la investigación, en función de la naturaleza y dirección de los resultados.

- Sesgo del idioma: La publicación de los resultados de la investigación en un idioma determinado, dependiendo de la naturaleza y dirección de los resultados

- Sesgo de resultados de informes: El informe selectivo de algunos resultados pero no en otros, dependiendo de la naturaleza y dirección de los resultados.[3]